# 红椿镇
红椿镇，是中华人民共和国陕西省安康市紫阳县下辖的一个乡镇级行政单位。

## 行政区划
红椿镇下辖以下地区：
红椿街道社区、纪家沟村、盘龙村、七里沟村、白兔村、侯家坪村、大青村、上湾村、尚坝村、民利村和共和村。